# Yonit Levi
Yonit Levi (en hebreo: יונית לוי‎; nacida el 12 de julio de 1977) es una presentadora de noticias, conductora de televisión y periodista israelí.

## Biografía
Yonit Levi nació en el barrio French Hill de Jerusalén en el seno de una familia judía asquenazí . Su padre, Yoram, nació en la URSS y su madre, Neomi, nació en Rumania. Vivió con sus padres en Chicago durante algunos años, donde asistió a la escuela diurna Bernard Zell Anshe Emet .
En octubre de 2011 se casó con Ido Rosenblum, guionista, director y actor israelí. La boda fue en Tel Aviv . Su primer hijo nació en noviembre de 2013 en el Hospital Meir en Kfar Saba. Su segundo hijo nació en diciembre de 2015. En 2018, tuvieron otro hijo.

## Carrera en los medios

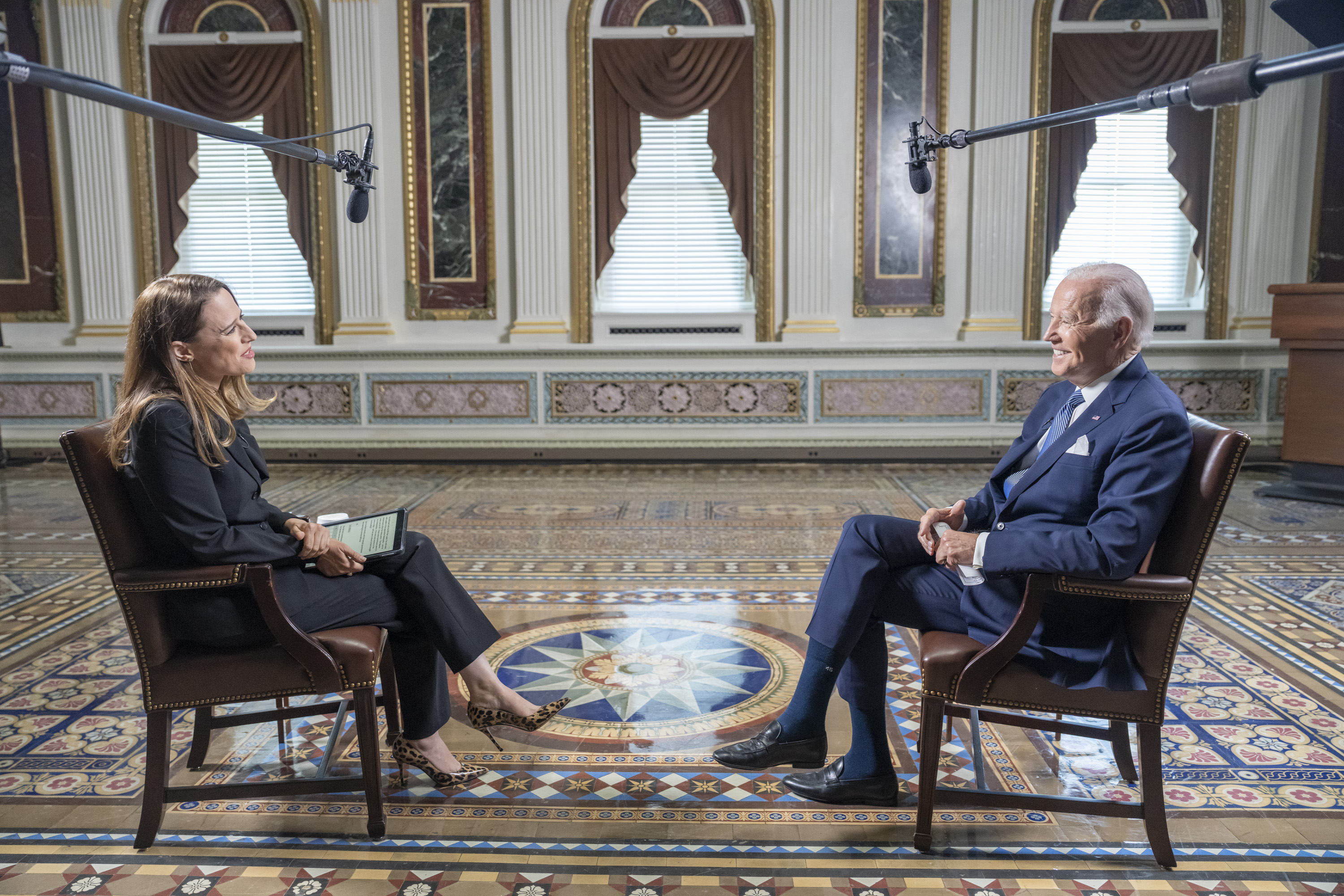
Yonit Levi durante una entrevista realizada al presidente de EE. UU. Joe Biden en la Casa Blanca, 2022.

Levi es el principal presentador de noticias de Keshet 12. Después de terminar su servicio militar como editora de noticias extranjeras para la Radio del Ejército (Galei Tzahal), Levi se unió a Israel Television News Company en 1998. En 2002, los ex presentadores Ya'akov Eilon y Miki Haimovich se mudaron al Canal 10 y, a los 25 años, Levi fue elegida como presentadora del programa de noticias en horario de máxima audiencia del Canal 2. Unos años más tarde, cuando su copresentadora renunció, se convirtió en la primera mujer en Israel en ser nombrada como presentadora única de un noticiero en horario de máxima audiencia en un canal comercial. También se desempeñó como reportera de exteriores del canal para historias internacionales como el desastre del tsunami en Japón, las elecciones estadounidenses y las guerras en Gaza. Bajo Levi, las noticias en horario de máxima audiencia en el Canal 2 siguieron siendo el programa diario israelí más visto.
En enero de 2008, Levi realizó una entrevista con el presidente estadounidense George W. Bush en la Casa Blanca. En julio de 2010, Levi entrevistó al presidente estadounidense Barack Obama en la Casa Blanca.
En 2015, Levi concedió una rara entrevista al periodista estadounidense Charlie Rose de PBS, expresando opiniones personales sobre la actualidad israelí.